# Renato Ruggiero
Renato Ruggiero, född 9 april 1930 i Neapel, död 4 augusti 2013 i Milano, var en italiensk politiker och diplomat.
Han var generaldirektör för WTO 1995–99. Ruggerio var Italiens utrikesminister 2001-2002.